# Список керівників держав 77 року
В даній статті представлені керівники державних утворень. Також фрагментарно наведені керівники нижчого рівня. З огляду на неможливість точнішого датування певні роки владарювання наведені приблизно.

## Європа
- Боспорська держава — Рескупорід II (68-93)
- правитель Дакії Дурас (68-87)
- Ірландія — верховний король Еллім мак Конрах (60-80 (згідно з «Історією» Джеффрі Кітінга) або 56-76 (згідно з «Хроніками Чотирьох Майстрів»)).
- Римська імперія
  - імператор Веспасіан (69-79).
    - консули Веспасіан і Тіт Флавій Веспасіан
      - легат Римської Британії Секст Юлій Фронтін (74-78)
      - Нижня Германія — Луцій Ацилій Страбон (73-78)
      - Лузітанія — Луцій Помпей Вопіск Гай Аррунцій Кателлій Целер (75/76-77/78)

## Азія
- Адіабена — Монобаз II (55-70-ті)
- Анурадхапура — Васабха (66-111)
- Аріяка — раджа (цар) Нагапана Кшагарата (до 78)
- Велика Вірменія — цар Трдат I (до 88)
- цар Елімаїди Фраат (приблизно 70-90)
- Іберійське царство — Мітрідат I (58-106)
- Китай — Династія Хань — Лю Да (75-88)
- Когурьо — Тхеджохо (53-146)
- Кушанська імперія — Кудзула Кадфіз (46-85)
- Набатейське царство — цар Раббель II Сотер (70/71-106)
- Осроена — цар Абгар VI (71-91)
- Пекче — ван Тару (29-77); по ньому — Кіру (77-128)
- Парфія — Вологез I (до 78)
- Царство Сатаваханів — магараджа Пуріндрасена (62-83)
- Сілла — ван Тхархе (57-80)
- Харакена  — до 80-81 — міжцарство.
- шаньюй Хунну Ді Чжан (63-85)
  - прокуратор Юдеї — Луцій Флавій Сільва Ноній Басс (до 80)
  - префект Римської Сирії Марк Ульпій Траян (73-74 — 78)
  - намісник провінції Азія Сілій Італік (77-78)
  - намісник Віфінії і Понту — Марк Сальвідіен Асперан (76-77)
  - Каппадокія — Секст Помпей Коллега (73-74 — 76-77); по ньому — Марк Гіррій Фронтон Нерацій Панса (77-80)
  - Лікія і Памфілія — Марк Петроній Умбрін (76-78)
- Японія — Імператор Кейко (71-130)

## Африка
- Царство Куш — цариця Аманікаташан (62-85)
  - префект Римського Єгипту — Луцій Юлій Урс (76/77 — 77/78)
  - Крит і Киренаїка — Гай Юлій Квадрат Басс (77-78)